# Peter-Anthony Togni

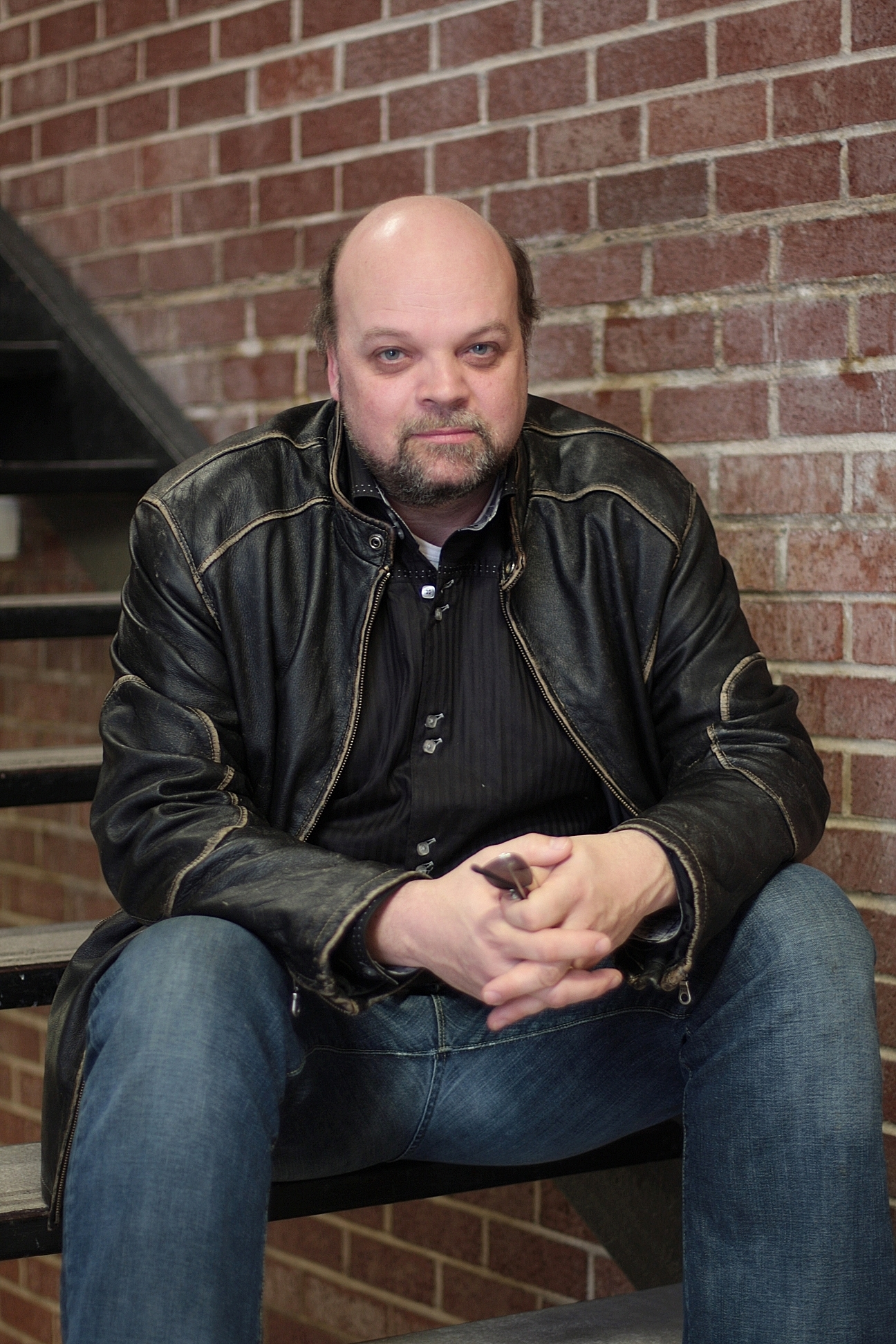
Peter Anthony Togni

Peter-Anthony Togni (* 12. September 1959 in Pembroke, Ontario) ist ein kanadischer Musiker und Komponist.

## Leben
Togni wuchs in Toronto auf, wo er die St. Michael Choir School besuchte. Später studierte er Orgel und Komposition an der University of British Columbia in Vancouver. Anschließend studierte er in Paris Orgel und Improvisation bei dem berühmten Organisten Jean Langlais. Bei Allain Gaussin an der Schola Cantorum setzte er seine Studien fort, wo er den ersten Preis in Komposition gewann.
Togni komponiert seit 1989 Musik für Chor, Orchester, Film und für einzelne Instrumente. Er gab Solokonzerte und Aufführungen mit seinem Trio Sanctuary in Kanada, USA, Europa und in Asien. Daneben moderiert er seit über zwanzig Jahren Sendungen bei CBC/Radio-Canada in Halifax. 2006 wurde seine Komposition Illuminations, ein Konzert für Bassklarinette und Streicher, für den Juno Award nominiert.
Seit 2009 spielt er außerdem im Trio mit Tom Roach, Schlagzeug und Jamie Getti, Kontrabass Musik aus den Bereichen Jazz, Pop und Klassik. 2010 wurde sein Werk Lamentations of Jeremiah für Bassklarinette und Chor mit dem Bassklarinettist Jeff Reilly und den Elmer Iseler Singers bei ECM aufgenommen. Dieses Werk wurde 2011 für den East Coast Music Award und für den Juno Award nominiert.
Peter-Anthony Togni lebt und arbeitet in Pembroke, Kanada als Musiker, Komponist und Radiomoderator. Er hält regelmäßig Vorträge und unterrichtet in Meisterklassen Orgel und Improvisation.

## Musik
Peter-Anthony Tognis Werke sind spirituell konzipiert. Sie strahlen eine meditative Stimmung mit atmosphärischer Kraft aus. Seine Kompositionen sind durch ihre Dissonanzen, Cluster und minimalen Tonschritte eine technisch sehr anspruchsvolle Musik mit profunder, zeitloser Kraft ohne Effekte. Obwohl Tognis Musik manchmal an die Spiritualität alter Traditionen eines Monteverdi oder Bach erinnert, ist sie durch und durch modern und ästhetisch. Sie ist geprägt von Komplexität und durchdrungen von einem tiefen Gefühl von Geistigkeit.

## Diskografie (Auswahl)
- Sanctuary, XXIIIRecords, 2001
- Refuge, Haussler Classics, 2003
- The heart has its reasons, Warner Classics, 2005
- Lamentations of Jeremiah, ECM, 2010

## Werke (Auswahl)

### Chor
- When the Dawn Appears, SSAA*, 1989
- Create in me a clean heart, SATB, 1990
- Ave Verum SATB, 1994
- Psalm 98, SATB, 1997
- Grandmother Moon  – f. Doppelchor SATB & Solisten, 2001
- Of the Fathers Love Begotten, SATB, 2003
- Lamentations of Jeremiah, SATB and Bassklarinette, 2007
- Requiem of Light, gemischter Chor, 2009
- Lux Aeterna, f. Gamelan & sechs Stimmen, 2010

*S=Sopran, A=Alt, T=Tenor, B=Bass

### Instrumental
- Tenebrae Litanies, f. Streicher, 1991
- Hymns of Heaven and Earth, Streichquartett (No. 1), 2001
- Caspian Blue, f. Klavier & Streichquartett, 2004
- O Magnum Mysterium, Solo Piano, 2007
- Personal Legend, Streichquartett (No. 2), 2008
- Seven Preludes, f. Orgel, 2010